# Rederi Transatlantic
Rederi AB Transatlantic était une compagnie maritime suédoise opérant du 11 octobre 1904 à 1994. La société a été fondée par Wilhelm R. Lundgren (1856-1914), G.D. Kennedy (1850-1916) et Gustaf Palmgren (d. 1907). Ces derniers comptaient parmi les personnes les plus riches de Suède à l'époque.
Dès les années 1890, Lundgren planifie une ligne transocéanique suédoise vers l'Afrique du Sud. Les exportations suédoises vers l'Afrique du Sud passaient par le Royaume-Uni, à l'exception de quelques cargaisons de bois transportées par des voiliers suédois. Le problème, cependant, est qu'il n'y a pas de cargaisons de retour d'Afrique du Sud en volumes suffisants pour être rentables. Les activités maritimes de Lungren se limitent donc au trafic sur la mer du Nord et la mer Baltique par l'intermédiaire de Rederi AB Nike, créée en 1900. Lundgren s'inspire des compagnies maritimes expansives de Broström et Johnson. Deux navires sont nécessaires pour établir un service de ligne vers l'Afrique du Sud. L'un d'eux ne peut être financé que par la compagnie maritime Nike, qui commande le Kratos à West Hartlepool. Pour commander le navire jumeau Atlantic à Newcastle, la société Rederi AB Transatlantic est créée en 1904 avec le soutien de G.D. Kennedy. Les chantiers navals suédois ne disposaient pas des ressources nécessaires pour construire ces navires, qui étaient de simples navires à un seul pont, d'une vitesse de 9 à 10 nœuds.
Les routes transocéaniques étaient dominées par des cartels, les « conférences maritimes transocéaniques ». Les compagnies maritimes membres de ces conférences étaient réticentes à l'idée de laisser entrer de nouveaux venus sur le marché et les clients du fret étaient informés que s'ils utilisaient la compagnie maritime Nike, ils perdraient leurs remises en cours. Lundgren se rend à Londres et obtient de la conférence l'autorisation d'utiliser la Swedish South Africa Line pour transporter du fret, mais uniquement de la Scandinavie vers l'Afrique du Sud, et pas du tout à partir de cette dernière. La solution consiste à étendre la ligne à l'Inde britannique et à l'Australie, en transportant des cargaisons de Scandinavie vers l'Afrique du Sud, l'Inde et l'Australie, et des cargaisons de retour de ces régions. Un tonnage supplémentaire est nécessaire pour le service élargi. Quatre paquebots, le Tasmanic, l'Australic, l' Indianic et l' Hellenic, sont donc commandés pour Transatlantic, et livrés en 1907-1909 par le chantier naval anglais Hawthorn Leslie and Company. Lundgren doit également se rendre à Londres pour négocier avec les lords de la conférence et obtenir des concessions pour le commerce australien. En fin de compte, la rentabilité est également atteinte dans le commerce australien. Nikerederiet devient Transatlantic en 1908 et d'autres navires sont achetés.
Gunnar Carlsson est entré dans l'entreprise en tant qu'employé de bureau en 1904 et, à la mort de Lundgren en 1914, Carlsson est devenu directeur général, poste qu'il a occupé jusqu'en 1953, après quoi il a été président du conseil d'administration jusqu'en 1967. Carlsson continue à développer le transport maritime de ligne, mais la Grande Dépression frappe durement et, en 1932, la société est mise en liquidation, avant d'être reconstruite. Pendant la Seconde Guerre mondiale, les naufrages ont été nombreux et dix navires ont été complètement perdus. Cependant, à la fin de la guerre, la compagnie était bien équipée et disposait d'une flotte moderne. 
Les problèmes financiers de la fin des années 1970 ont conduit à la vente de navires et à la restructuration de l'entreprise. En 1984, Transatlantic a repris la majeure partie du réseau de lignes régulières et des navires de Broström. Les compagnies maritimes fusionnées sont rebaptisées Transocean. Mais cette société a également enregistré des pertes et a été rachetée en 1988 par Bilspedition AB, qui avait précédemment acquis d'autres sociétés de transport maritime pour créer un groupe logistique global. Transatlantic devient l'unique propriétaire de l'Atlantic Container Line en 1989. Cependant, les projets de Bilspedition ont échoué et, en 1992, tout le personnel de Transatlantic a été licencié.
Transatlantic est l'un des fondateurs de la compagnie pétrolière Koppartrans et possède plusieurs filiales telles que Transmark, Transpacific, Trans-Ex et Transocean. 